# Edelweißlahnerkopf

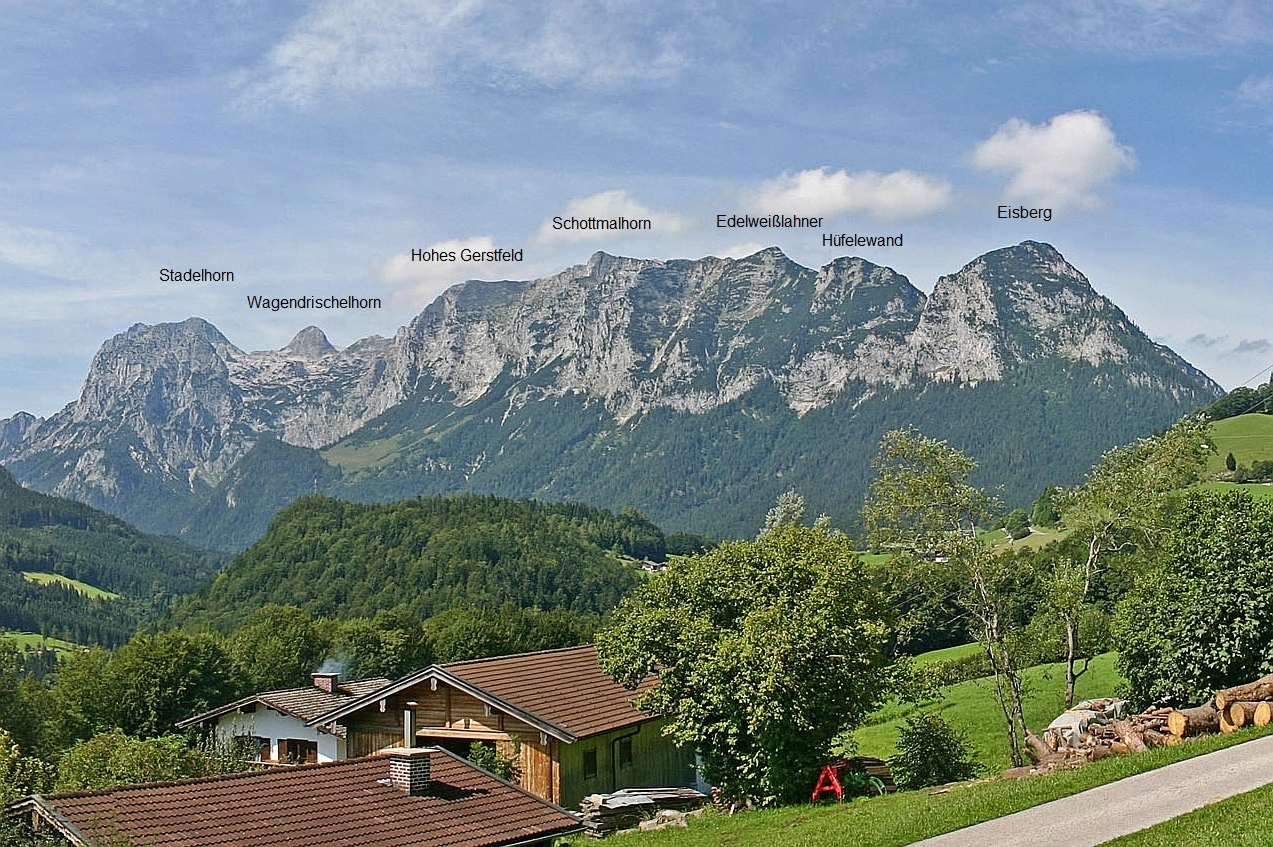
Lages des Edelweißlahnerkopfs (dritter Gipfel von rechts) auf der Reiter Alm

Der Edelweißlahnerkopf, auch Edelweißlahner genannt, ist ein  1953 m ü. NHN hoher Randgipfel der Reiter Alm in den Berchtesgadener Alpen. Von Osten, aus der Ramsau, zeigt sich der Berg als deutlich aus dem Kammverlauf aufragende Spitze  mit steiler, latschendurchzogener Felsflanke. Von Westen, von der Hochfläche der Reiter Alm aus betrachtet, ist der Edelweißlahnerkopf eine unauffällige, latschenbewachsene Kuppe. 
Von der Neuen Traunsteiner Hütte führt ein markierter Weg in 2 bis 2,5 Stunden in unschwierigem, aber mühevollem Auf und Ab auf den Gipfel mit Kreuz. 
Der Ausblick vom Edelweißlahnerkopf ist nach Westen, Norden und Osten völlig frei. Im Südosten beherrschen die Westwand des Watzmanns und der unmittelbar auf der gegenüberliegenden Talseite aufragende Hochkalter das Panorama. Bei guten Sichtverhältnissen ist genau im Süden der Großglockner erkennbar. Nach Südwesten versperrt das benachbarte Schottmalhorn den Blick.  Besonders beeindruckend ist der Blick vom Edelweißlahnerkopf auf den 1164 m tiefer gelegenen Hintersee und in die Ramsau.